# Путна (монастырь)
Пу́тна (рум. Putna) — мужской монастырь Сучавской и Рэдэуцкой архиепископии Румынской православной церкви, расположенный, в очень живописном ущелье рутенских гор, на реке Путна.
Монастырь владел 59 большими имениями, простиравшимися от Путны через всю Буковину на северо-восток, а влияние этого монастыря на страну было так велико, что вся страна была раньше известна под именем «Земли Путнской».

## История
Монастырь основан героем молдавской истории, почитаемым народом за святого, молдавским господарём Стефаном III «Великим» в 1466 году и освящен 3 сентября 1469 года Феоктистом I (митрополитом Сучавским).
В середине XVII столетия разрушен войсками Василия Лупула.  Современная церковь была значительно перестроена Василием Лупу в 1653—1662 годах. 
Монастырь владеет старыми рукописями, ценными церковными предметами, надписями и другими памятниками православной культуры.
В базилианском монастыре Путна (Буковина), на XIX столетие, хранился апракос — Путенское евангелие, по палеографическим данным относящийся к концу XIII столетие или первой половине XIV столетия.
В монастыре похоронен молдавский господарь Стефан Великий, и некоторые члены его семьи (гробницы князей).